# Robustanoplodera bicolorimembris
Robustanoplodera bicolorimembris är en skalbaggsart som först beskrevs av Maurice Pic 1954.  Robustanoplodera bicolorimembris ingår i släktet Robustanoplodera och familjen långhorningar. Inga underarter finns listade i Catalogue of Life.